# Lavacherie
Pour les articles homonymes, voir Vacherie.
Lavacherie (en wallon Li Vatchreye ou Al Vatchreye), anciennement Lavacherie-sur-Ourthe, est une section de la commune belge de Sainte-Ode située en région wallonne dans la province de Luxembourg. 
C'était une commune à part entière avant la fusion des communes de 1977.
À l'orée de la grande forêt de Freyr, ce village de l'Ardenne belge se trouve dans le Parc naturel des Deux Ourthes, dans la vallée de l'Ourthe occidentale, vallée également appelée « Vallée de Sainte-Ode ».

## Étymologie
Le nom du village viendrait du latin Vaccaria signifiant 'vache'. Il devait s'agir d'un lieu où l'on élevait les vaches et le bétail pour le compte du château d'Amberloup. Aviscourt aurait cette même origine mais concernant l'élevage de la volaille. Aviscourt selon d'autres vient de la Vies-Cour, la vieille cour.

## Géographie

### Hydrographie
- L'Ourthe occidentale. En aval du Pont Orban un bief alimentait un moulin situé à proximité du château de Sainte Ode. Son tracé et son barrage sont visibles en ce début de XXIe siècle.
- La Baseille.
- Le Mâle-racine.
- Le Bokaissart.

## Démographie
| Année | Population               |
| ----- | ------------------------ |
| 1526  | 11 feux                  |
| 1797  | 74 feux ou 329 habitants |
| 1815  | 435 habitants.           |
| 1819  | 438 habitants            |
| 1840  | 495 habitants.           |
| 1890  | 500 habitants            |
| 1950  | 510 habitants            |
| 1969  | 482 habitants            |

- Source: INS recensements population

## Histoire
Le lieu-dit Sainte-Ode relevait de la Cour féodale de La Roche, sa seigneurie avait été élevé au rang de fief par Albert et Isabelle le 21 mai 1609 au bénéfice de Jehan Piret, maître des forges de Prelle et de Sainte-Ode, mayeur de la haute cour de Wyompont. En 1732, le château de Sainte Ode, alors dans la vallée et détruit après la deuxième guerre mondiale, est la propriété de Monsieur de Racine. Elle fut élevée en seigneurie hautaine le 9 décembre 1784 en faveur de la douairière, baronne de Goer et de Herve. Le baron Orban de Liège rachète le château et son domaine forestier de près de 2 200 ha en 1821. Le ministre Frère-Orban y séjourna volontiers.
Le 28 avril 1814 les premiers cosaques arrivèrent à Lavacherie pour y installer leur campement dans leur campagne pour débouter les Bonapartistes. En juin de la même année ce sont les Prussiens qui occupent le village. Les troupes fortes de 2 157 hommes et 671 chevaux, vécurent sur les ressources des villageois.
En 1863, le village qui compte alors quelques cultivateurs, de nombreux journaliers, des terrassiers, des bûcherons et des sabotiers pour une population totale de 563 habitants est affecté de début août à fin octobre par une épidémie de dysenterie qui toucha 98 personnes  et fit 6 morts  soit une mortalité de 6%.
Commune du département de Sambre-et-Meuse sous le régime français, Lavacherie est transférée à la province de Luxembourg après 1839. Lors de la fusion des communes de 1977 le village de Lavacherie devient une section de la nouvelle commune de Sainte-Ode.

## Patrimoine et culture

### Patrimoine architectural

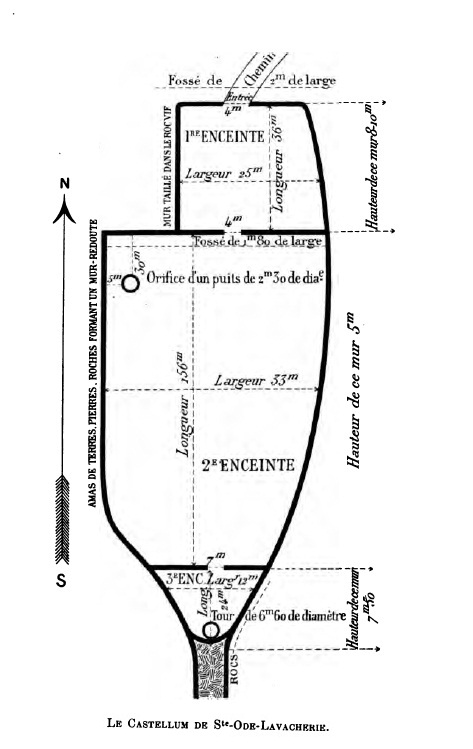
Plan de la fortification au lieu-dit 'Cheslain de Sainte-Ode'.

- Les Vestiges Romains. L'existence du camp du général romain Titus Labienus (100 av. J.-C.-45 av. J.-C.) serait une légende tandis que d'autres fossés attesteraient la présence de fortifications du limes romain[3].

Adrien Hock publie en 1897 un relevé des fortifications situé sur la crête au-delà de la chapelle de la Bonne-Dame et confirme leur statut militaire par le nom du lieu-dit Cheslain,. 50° 04′ 25″ N, 5° 30′ 31″ E
- L’église de Lavacherie est remarquable par ses vitraux et son chemin de croix. La première église de Lavacherie construite en l'honneur de saint Aubin et saint Antoine de Padoue, fut édifiée en 1692 et dépend alors de la paroisse d'Amberloup. Les vitraux ont été renouvelés en 1960 et leur dessin est dû au peintre Louis-Marie Londot (1924-2010). Les 14 figures du chemin de Croix sont de la main de Christian Leroy[9]. Le coq au sommet de la tour a été installé initialement entre 1872 et 1909 et renouvelé par une figure en métal inoxydable en mai 1998[10].

- La Chapelle de la Bonne Dame est dédiée à sainte Ode. Elle jouxte une source. Une procession s'y déroule une fois par an[5]. Cette chapelle, accrochée à flanc de coteau, marque le souvenir d'une ancien couvent de moniales, dont sainte Ode passe pour avoir été la fondatrice[11].50° 04′ 04″ N, 5° 30′ 08″ E

- Le château de Sainte Ode, était une vaste construction à deux corps établie dans la vallée de l'Ourthe. Ancienne propriété des Piret durant cinq générations, il est repris par le baron Goerd de Herve qui le revend en 1821 à la famille Orban. Les Orban le revende à Louis Empain en 1931[12]. Le lavacherois Félicien Callay le rachète à Empain. Calay le fait démolir après la deuxième guerre. Il n'en reste que des dépendances. 50° 04′ 19″ N, 5° 30′ 41″ E

- Le moulin de la Gottale cité dans un texte de 1354[3]
- Le moulin à eau de Trinval

- Le Celly, château vers 1931 construit par Louis Empain et vendu en 1936 à la famille Fabri. En 1950 Fabri vend à la FNAPG (Fédération Nationale des Anciens Prisonniers de Guerre) le domaine de 100 ha et le château[12]. Il n'est donc resté que quelques années dans la famille Empain[13]. Avec les progrès de la médecine le séjour des malades (et anciens prisonniers) en montagne n'est plus nécessaire. Le Sanatorium Belgica est ouvert au Celly. Le santorium Belgica fonctionne jusqu'en 1974 puis est transformé en résidence pour personnes âgées[12]. 50° 03′ 59″ N, 5° 31′ 46″ E

- Centre hospitalier Vu le succès du Sanatorium au Celly, Raoul Nachez, président de la FNAPG fait construire un hôpital qui compte en 1973 jusqu'à 173 lits. On le connaît sous le nom Centre Hospitalier de Sainte Ode. En 1992 à la suite de difficultés budgétaires, le centre est cédé avec le domaine et le château du Celly à la province du Luxembourg. La Fondation Sainte Ode gérait l'hôpital, la fondation Belgica le Sanatorium[12].

- Institut Sainte-Ode Air et Soleil de la Fondation Louis Empain. Centre de vacances pour la jeunesse bâti par Louis Empain et sa Fondation en 1931 au lieu-dit La Falise; repris ultérieurement par les Mutualités Chrétiennes. 50° 02′ 37″ N, 5° 30′ 40″ E

- Château de Le Jardin 50° 02′ 21″ N, 5° 30′ 51″ E

- le Pont Orban, routche-pont, le pont rouge en dialecte local[14]. Le premier pont métallique suspendu construit en Belgique en juillet 1841 par les Orban de Grivegnée, propriétaires du domaine. Il céda une première fois sous le poids d'un trop lourd convoi et fut rétabli à l'identique. Il fut anéantit par un obus durant l'offensive von Runstedt[15] et remplacé par un étroit pont en béton vers 1950. Ce dernier a été déclassé puis détruit vers l'an 2000. Un pont en béton à double voie doublés de trottoirs a été érigé depuis. 50° 03′ 46″ N, 5° 30′ 26″ E

- Cimetière des prisonniers de Guerre

Outre le cimetière communal, la Fédération Nationale des Anciens Prisonniers de Guerre a ouvert sur la route d'Aviscourt, un cimetière où sont enterrés près de 150 anciens prisonniers de guerre et prisonniers politiques. Parmi les tombes celle de Raoul Nachez (1909-1993), président de la FNAPG. 50° 03′ 02″ N, 5° 30′ 04″ E

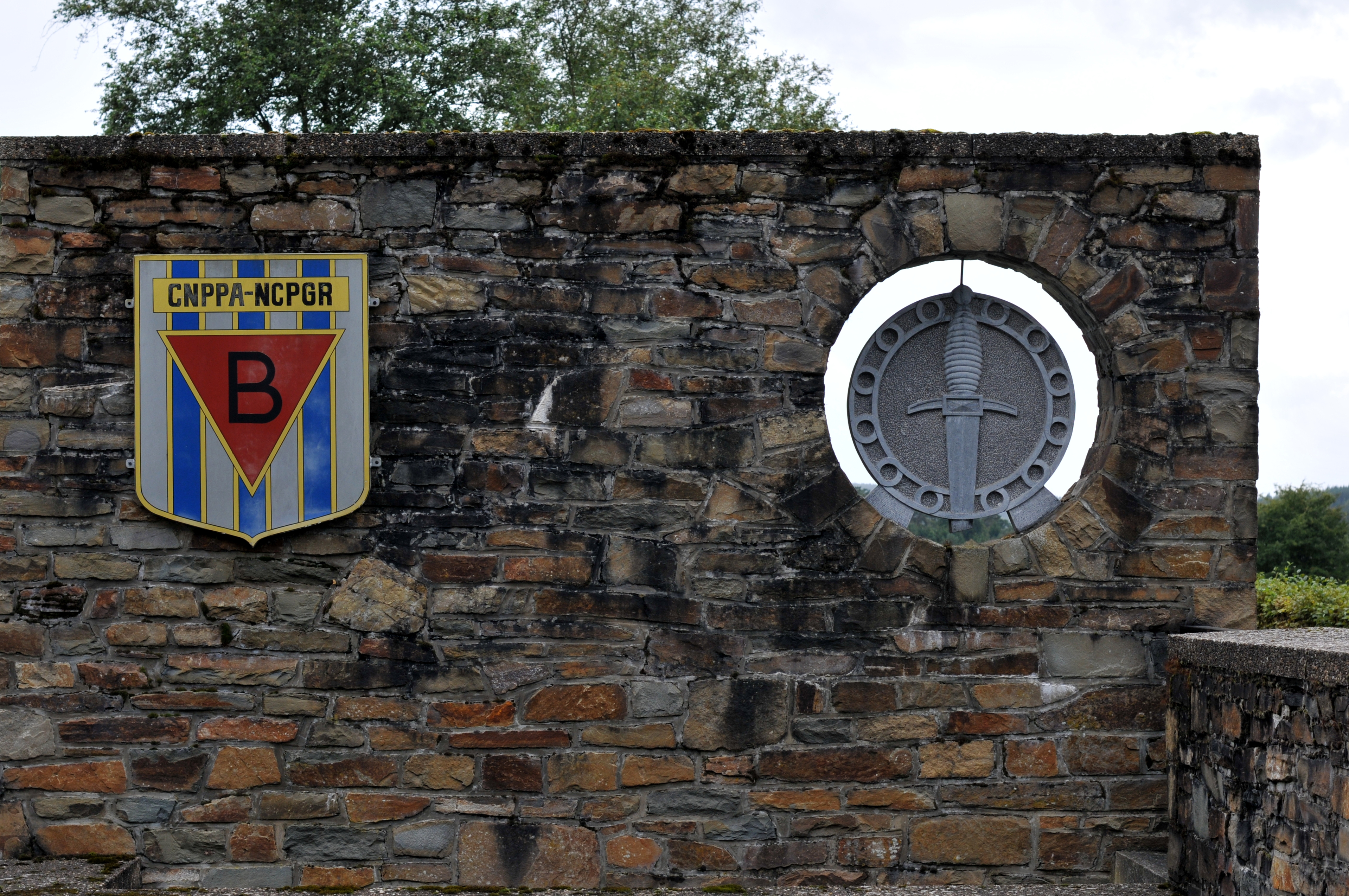
Entrée du cimetière de la FNAPG (route d'Aviscourt).
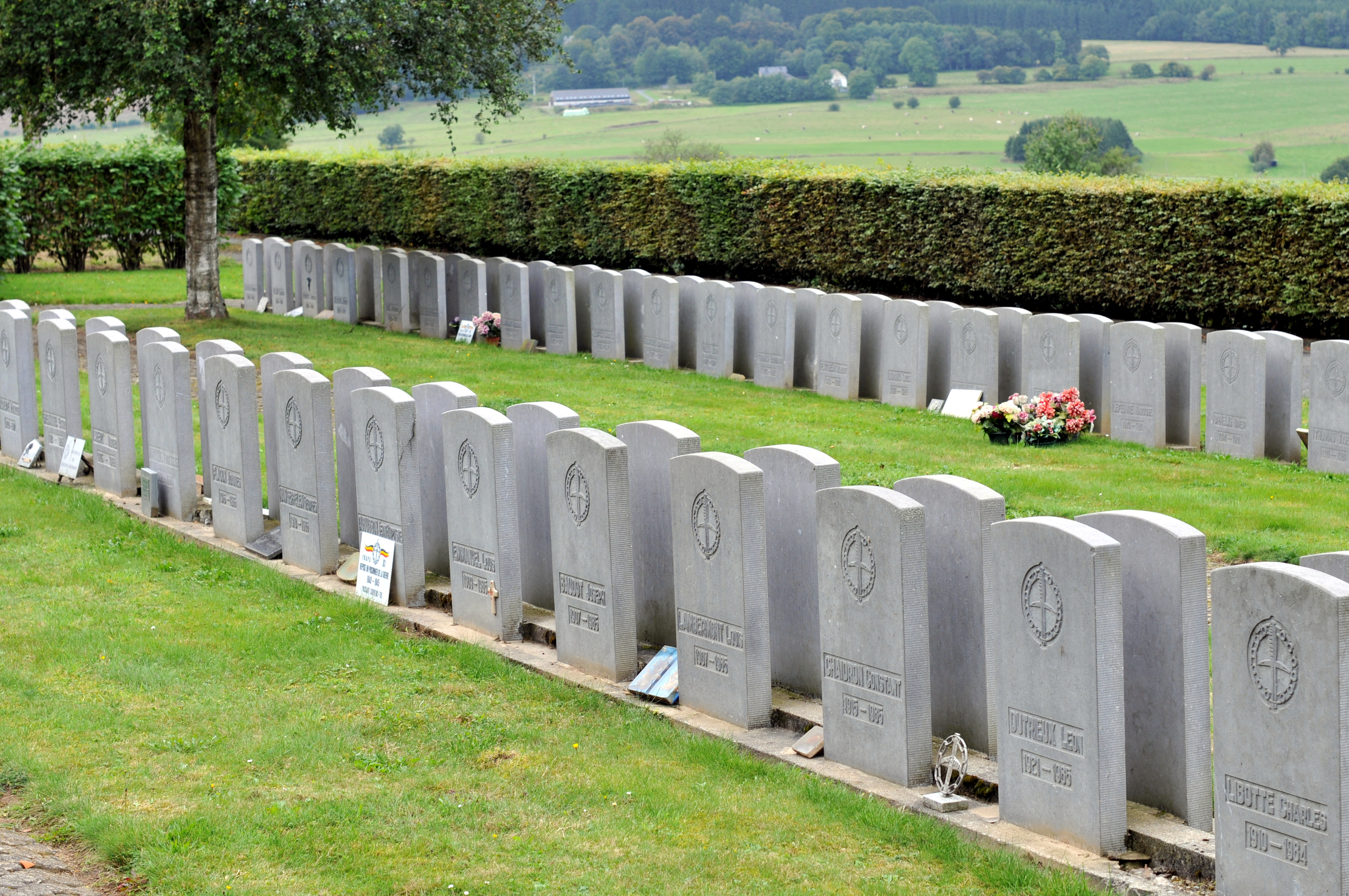
Pelouse du cimetière FNAPG.
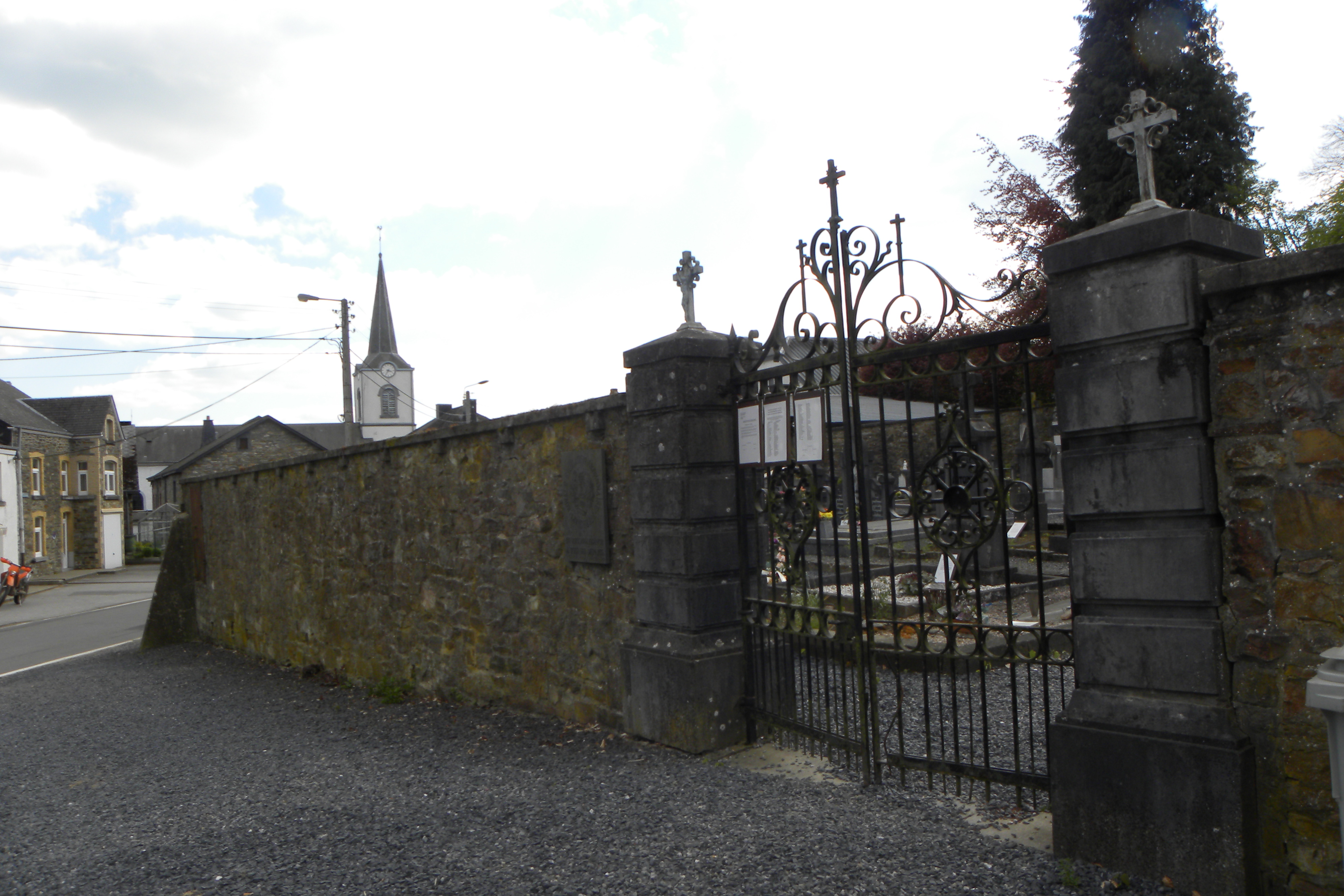
Entrée du cimetière communal de Lavacherie.
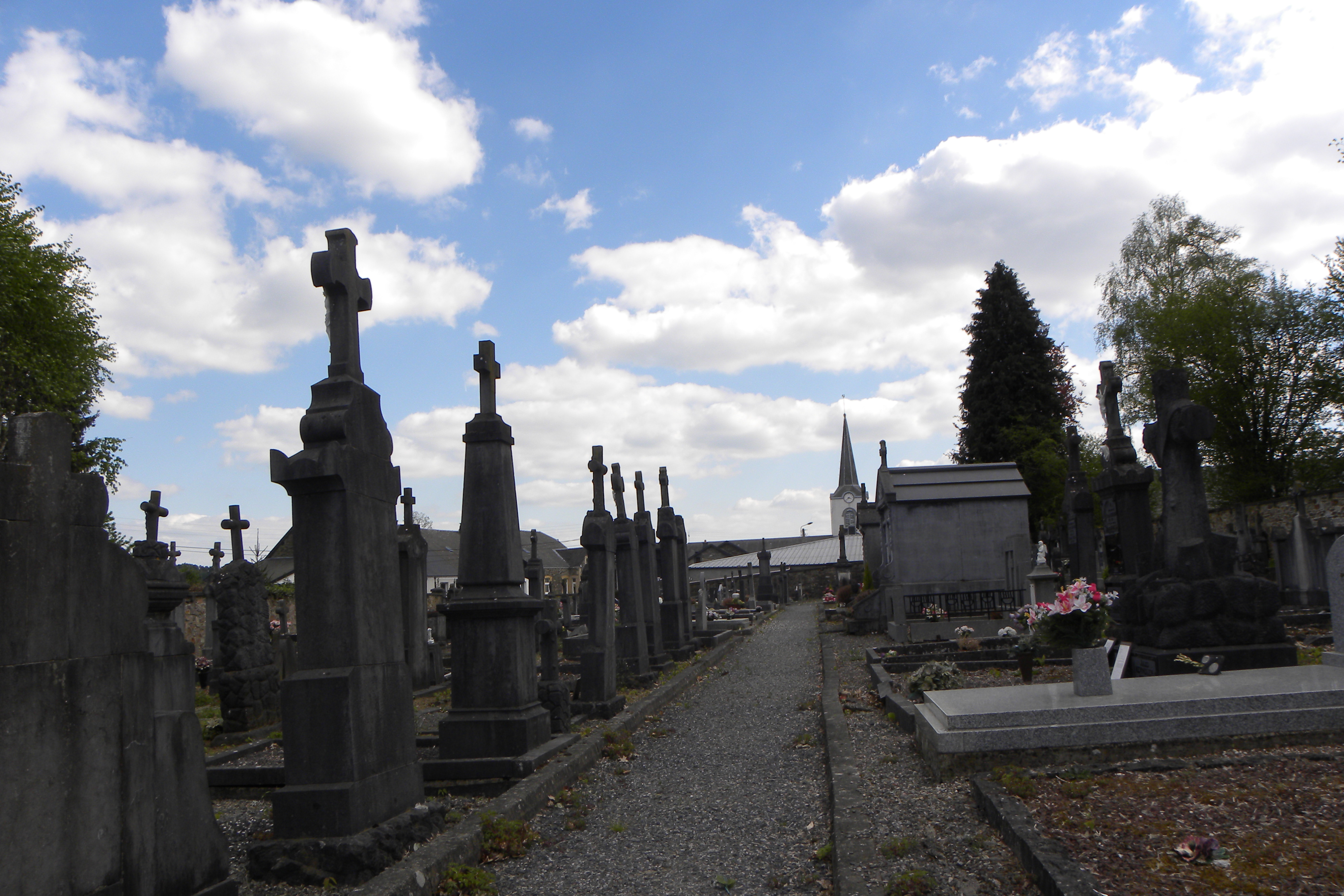
Vue intérieure du cimetière communal.

## Vie économique et sociale
L'activité économique principale du village a été rurale.
La scierie Renard a été un pôle économique important.
Sur le territoire communal a fonctionné une maison de soins pour anciens prisonniers de guerre et prisonniers politiques.

### Voies de communication

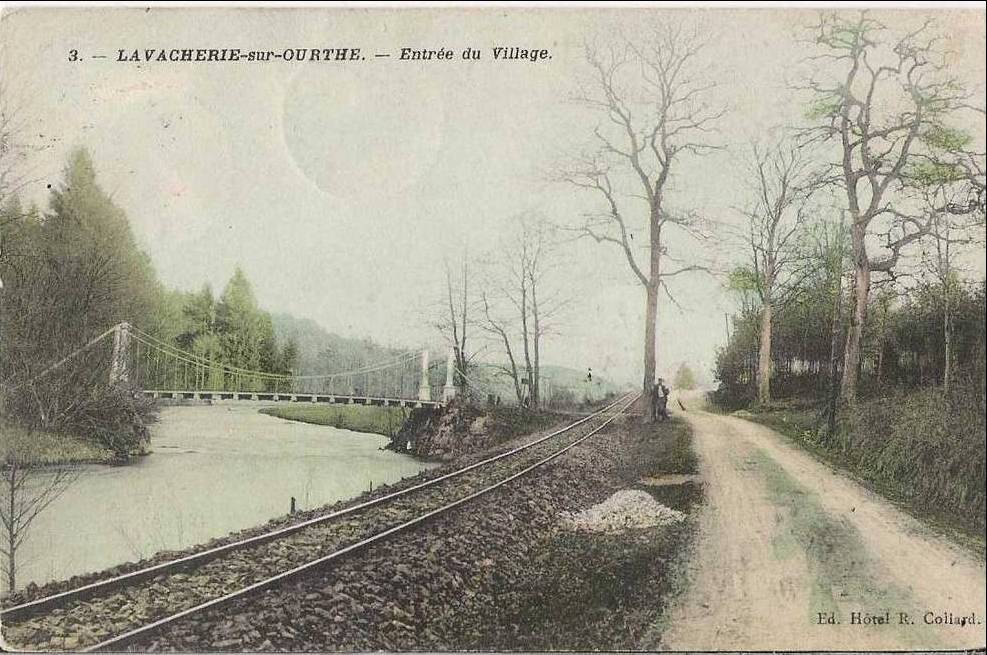
Le pont suspendu enjambe l'Ourthe et les voies du tramway vicinal vers 1903.
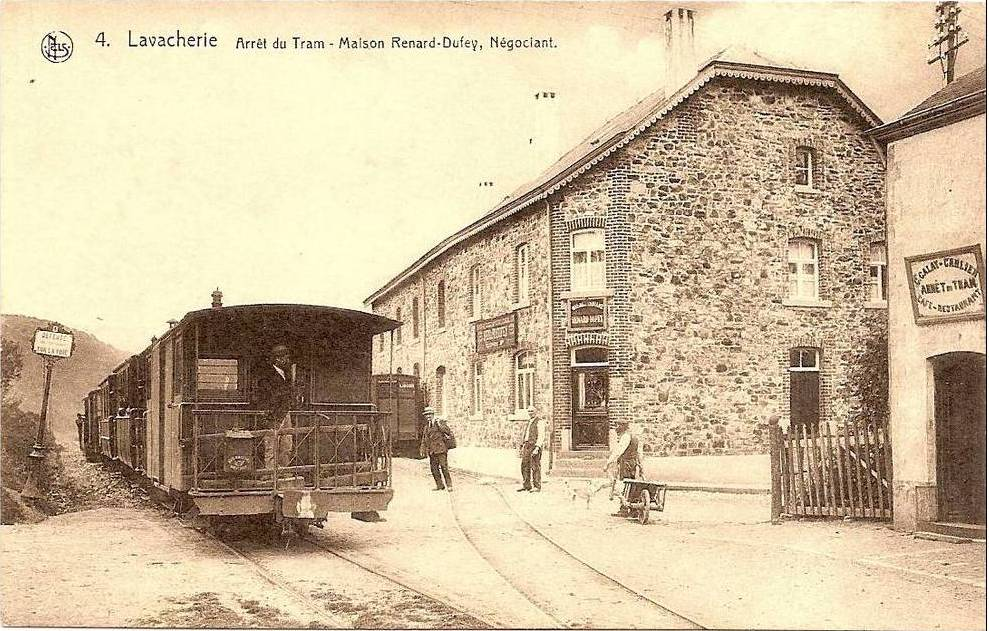
L'arrêt du tram vicinal à vapeur à Lavacherie vers 1904. Vue vers Prelle.
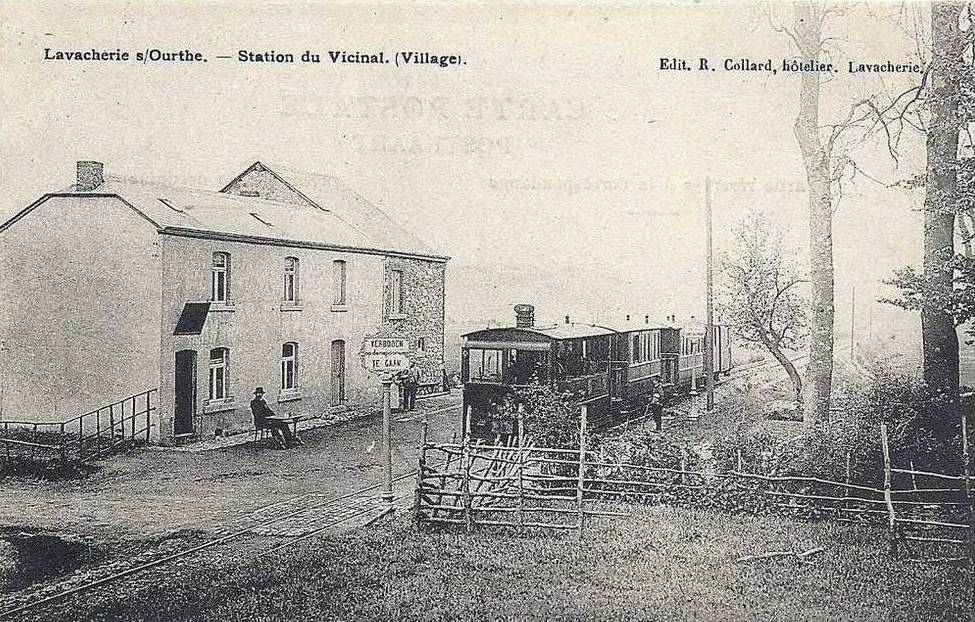
L'arrêt du tram vicinal autorail vers 1905. Vue vers Amberloup.

« Généralement, toutes les voies de communication à travers ces localités laissent beaucoup à désirer sous le rapport de leur entretien et de leur propreté. Les ruisseaux sont entravés ou maladroitement détournés de leur cours naturel. Très souvent aussi ils sont salis ou encombrés de résidus et de détritus de toutes espèces. » (Citation du Docteur Journez en 1863.)
La ligne du tram vicinal de Marche à Bastogne passait par Lavacherie. Cette ligne a été graduellement mise en service entre 1900 et 1903. Le charroi a vapeur a été remplacé par l'autorail le 19 novembre 1934 et le 5 septembre 1954 l'autobus remplaçait cette ligne.

### Tourisme

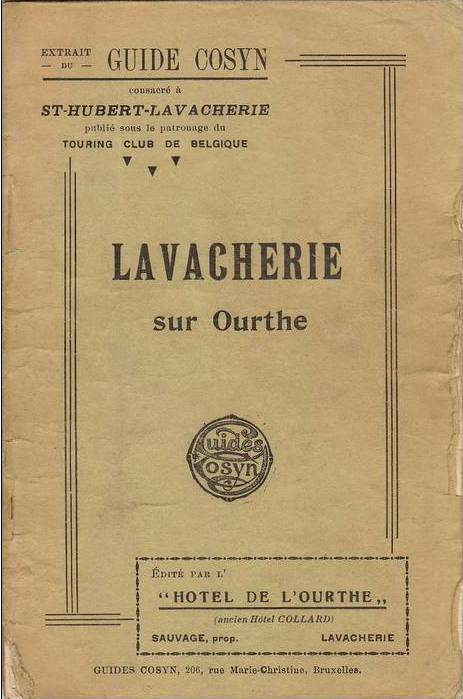
Guide touristique de Lavacherie publié par l'hôtelier de Lavacherie vers 1906.

- Promenades balisées dans les bois (Forêt de Freyr) et champs.
- Procession annuelle de Sainte-Ode et de l'Assomption.
- Deux charcuteries artisanales ardennaises.
- Capacité hôtelière et de restauration.

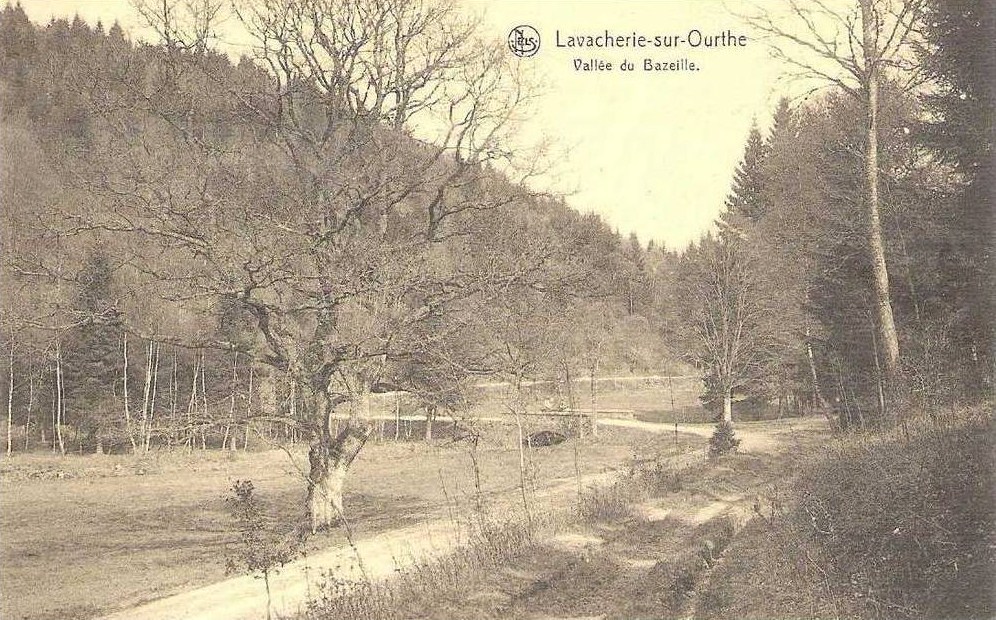
Vue de la Baseille descendant vers l'ourthe.

## Personnalités liées à la Commune
- Ambiorix : Selon Adrien Hock, en octobre 57 AC, après la bataille de la Sambre, les troupes romaines sous la conduite de Titus Labiénus, Sabinus et Cotta furent envoyés en quartiers d’hiver en Ardenne. Ambiorix, à la tête des Eburons après avoir développé une ruse, attaqua les troupes romaines qui levaient le camp à La Falise et descendaient l’Ourthe dans le défilé de la vallée entre le site du pont Orban et celui de l’ancien château Orban (en contrebas de la chapelle de la Bonne-Dame)[17]. Il en résulte une journée de combat qui s’achève à Prelle par la déroute romaine et la mort de Sabinus et Cotta. Adrien Hock ajoute une description du camp d'Ambiorix (Atuatuca castellum) qu'il situe au Cheslain de Sainte Ode[18]. Cette hypothèse est une des versions à propos de cette rare défaite des troupes romaines lors de la Guerre des Gaules. De nombreux auteurs situent ce combat, la Bataille d'Aduatuca dans la vallée du Geer, (Tongres). Certains historiens reconnaissent que le relief de Tongres ne correspond pas aux descriptions du texte latin.

- Le Grognard Jean-Pierre Beaudiau[19] : né à Lavacherie le 17 avril 1787, enrôlé le 18 avril 1811 (à 24 ans) sous le numéro 8840, grenadier au 17e régiment de ligne 1re compagnie sous le commandement du Comte d'Erlon[20]; ayant participé à la bataille de la Moskova en 1812. Blessé de deux coups de lance sous le sein gauche près de Mojaisk (Moskova). Libéré de son service à Lille le 18 janvier 1815 et revenu en son village natal le 25 janvier de cette même année[21]. Quatre autres soldats conscrits de guerres napoléoniennes sont identifiés[22] comme titulaires de la Médaille de Sainte-Hélène alors que J-P Beaudiau semble avoir été omis de cet honneur.

- Jean Clesse (15 février 1792, -- ) agriculteur domicilié à Le Jardin, bourgmestre installé le 29 septembre 1825. Créateur de chemins et défricheur de terres. Fervent promoteur du bien public[23].
- Walthère Frère-Orban (1812-1896), Juriste et homme politique libéral. Séjourne en villégiature au château de Sainte Ode lorsqu'il est une propriété de la famille Orban[4].

- Daniel Clesse, (1872-1940), ouvrier terrassier puis cultivateur devenu sénateur socialiste belge.
- Fernand Desonay, (1892-1973), est un écrivain, académicien et militant wallon. Propriétaire d'une maison de campagne à Lavacherie, il y passa les dernières années de sa vie. Il fut retrouvé mort noyé dans l'Ourthe le 9 décembre 1973[24].
- Louis Empain, (1908-1976), Fondateur des Centres de Vacances pour la jeunesse Pro Juventute dont une maison fonctionna à Lavacherie. La famille Empain a été propriétaire du château le Celly sur une colline du village.
- Pierre Laloux (Marche-en-Famenne 24 avril 1919 - Namur, 24 février 2010). Il est ordonné prêtre à Namur le 21 octobre 1945 alors qu'il revient de captivité. Il sert comme vicaire à Saint-Hubert jusqu'en août 1950 puis en mars 1954 comme curé de Witry. Il est nommé curé de Lavacherie en décembre 1954 et assure cette fonction jusqu'à sa retraite en 2000[25]. Photographe, peintre et dramaturge amateur. Il met la Passion en scène avec ses paroissiens[26]. Distinctions honorifiques : Chevalier de l'Ordre de la Couronne, Chevalier de l'Ordre de Léopold II, Croix de Guerre, médaille de prisonnier politique[27].
- Félicien Calay (1919-2009) Entrepreneur en travaux publics et privés. Il a débuté par la réparation de ponts après la guerre. Son entreprise a compté jusqu'à 250 travailleurs. Il a réalisé de nombreux travaux importants, tels que certains tronçons de la N4 et de l'autoroute E411, le Mardasson, l'école communale d'Houffalize, le Barrage de Nisramont. Il a fait vivre de nombreuses familles du village et de la région avant de mettre un terme à l'entreprise en 1990 alors que la carrière du bois de Journal qui porte toujours son nom a été revendue à la compagnie Komatco, gérée par Franz Bontrup.
- Willy Lassance (Boisfort 7 mars 1924 - Schaerbeek 16 juin 2001). Horloger de formation et passionné d'histoire de l'Ardenne[28]. Pendant la guerre il s'engage comme résistant armé puis les hostilités finies, s'établit à Lavacherie. Publie la revue d'histoire locale Curia Arduennae et devient collaborateur des Musées royaux d'Art et d'Histoire à Bruxelles puis détaché à Saint-Hubert où il restaure et anime le Fourneau Saint-Michel. Auteur de nombreuses publications scientifiques et de vulgarisation[29].
- Ghislaine Godefroid-Schmitz, (Amberloup 1917- Waha 2018) auteure, reconnue Passeuse de Mémoire par le parlement wallon en 2014[30].

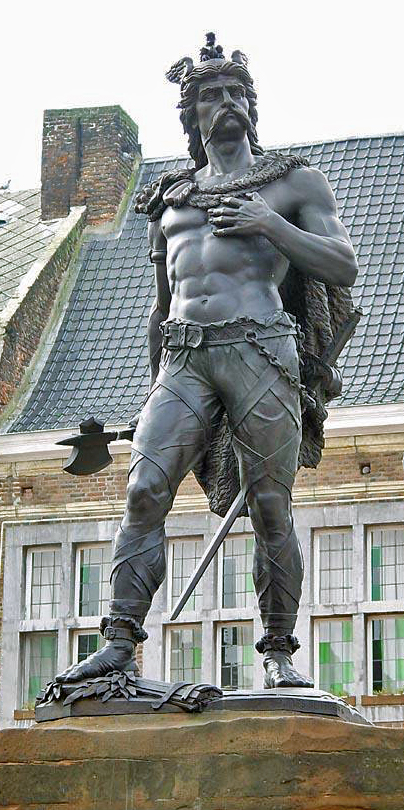
Statue d'Ambiorix.
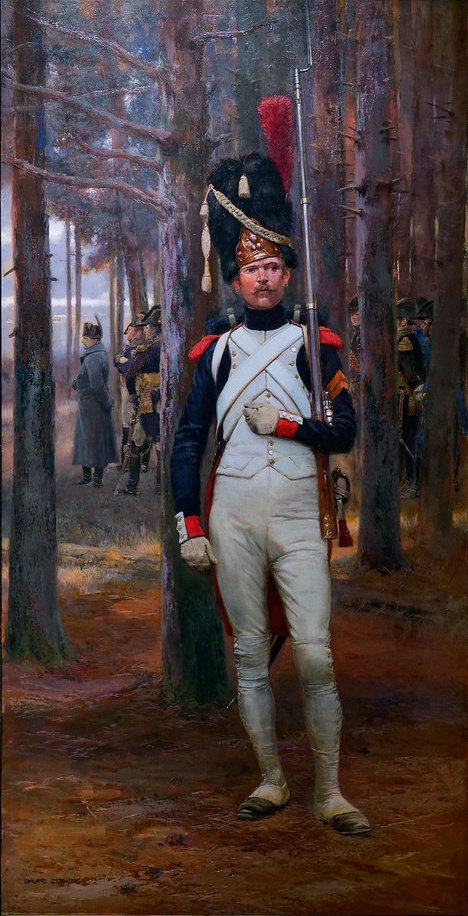
Un grognard.
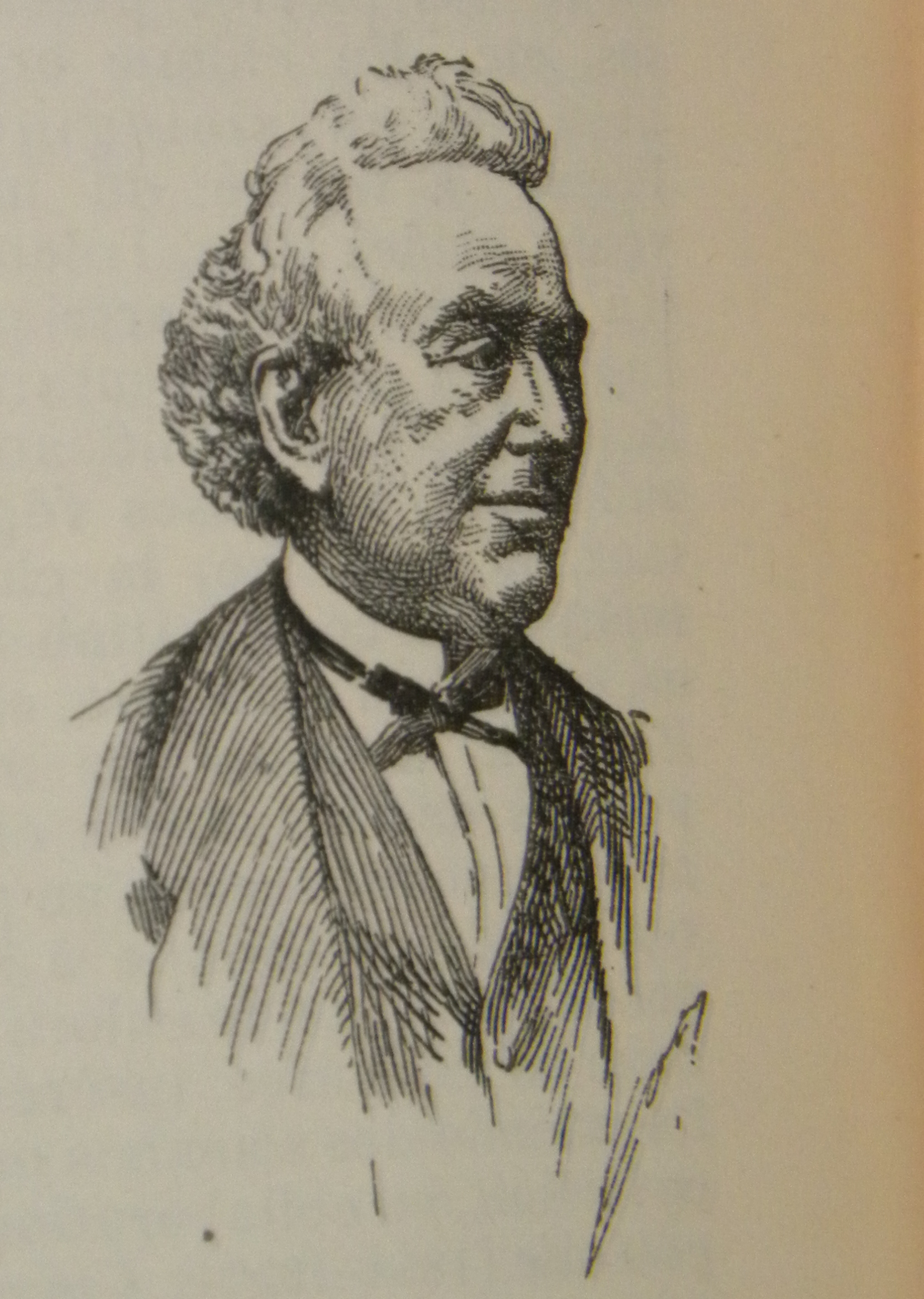
Walthère Frère-Orban.
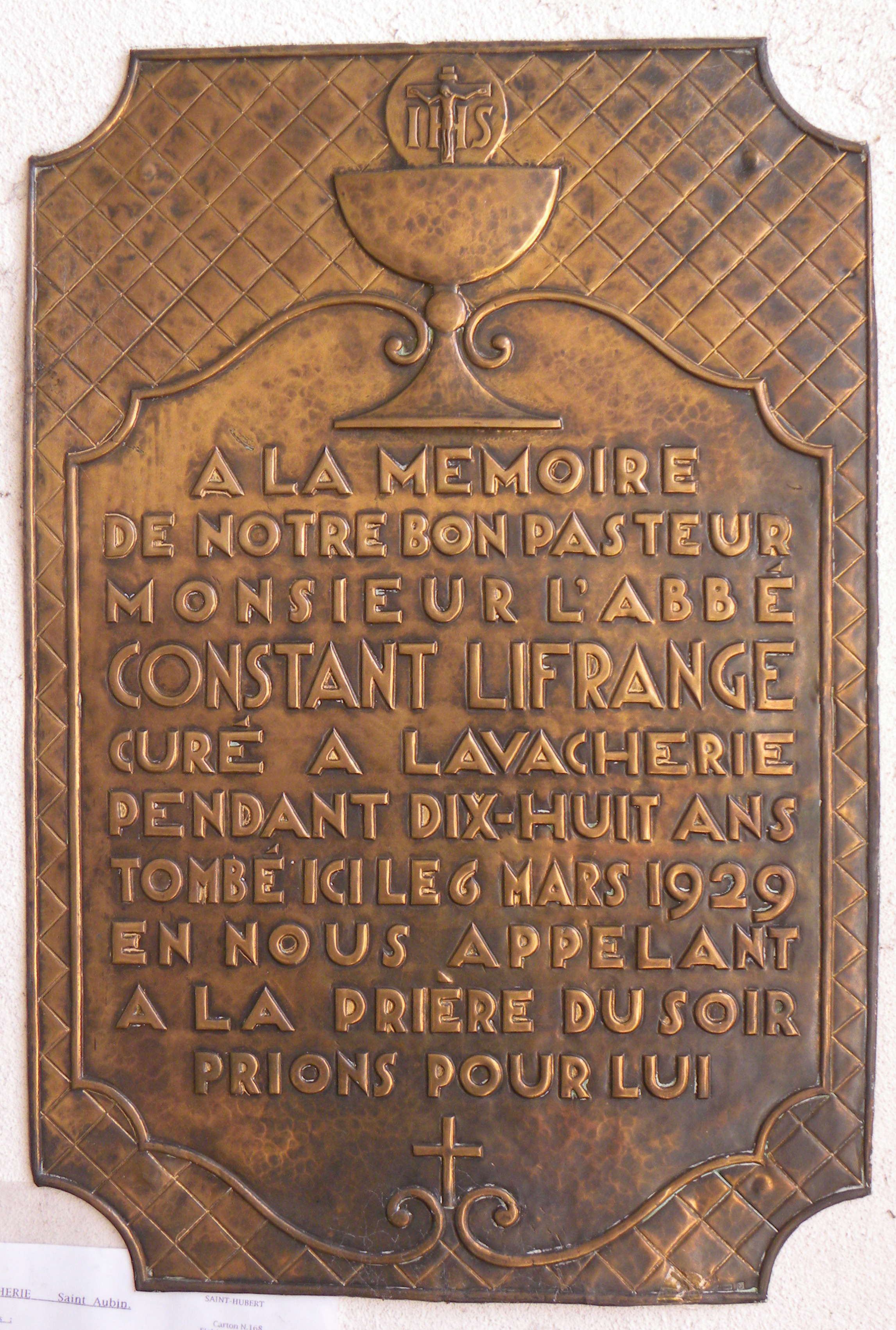
Mémorial au curé Constant Lifrange.
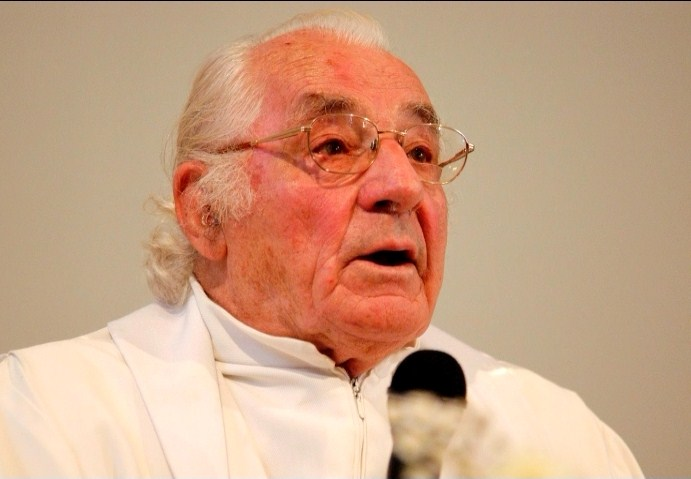
Le curé Pierre Laloux en 2005.
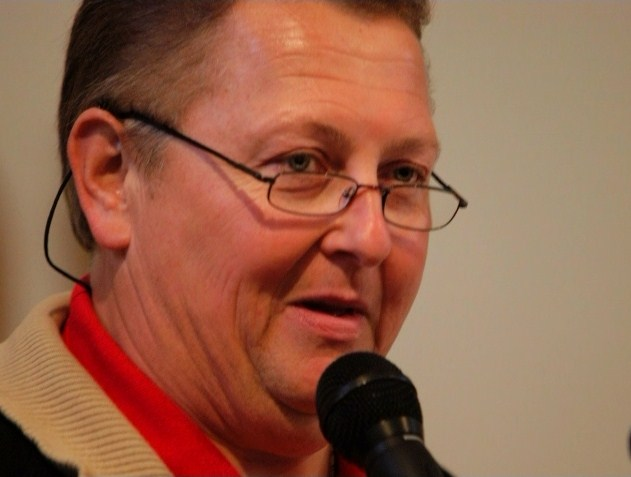
Le Bourgmestre Jacques Pierre en 2005.